# One Direction: This Is Us
One Direction: This Is Us ist ein 2013 veröffentlichter Dokumentarfilm über die britisch-irische Boyband One Direction. Der Film begleitet die Gruppe auf ihrer Take Me Home Tour. Er spielte 68 Millionen Dollar ein.

## Zusammenfassung
This Is Us zeigt das Tourleben der Band One Direction. Im Jahr 2010 war die Gruppe bei der Castingshow The X Factor gegründet worden. Der Film beinhaltet Videomaterial ihrer Take Me Home Tour in der Londoner O2 Arena, vor und nach ihrer Zeit bei X Factor und zeigt Einblicke in die Vorbereitungen von Konzerten.

## Produktion
Der Film wurde von der Band in der Today Show am 12. November 2012 angekündigt. Anschließend wurde bekanntgegeben, dass Morgan Spurlock der Regisseur des Films sein wird. Spurlock, der schon bei ähnlichen Filmen Regie geführt hatte, sagte, dass er an diesem Film auch wegen des schnellen Anstiegs der Bekanntheit der Band mitarbeiten wolle.
Drehbeginn war am 17. Januar 2013 in Tokio unter dem Arbeitstitel 1D3D mit 3D- und 4K-RED-Epic-Digitalkameras. Am 19. März wurde der Film in One Direction: This Is Us umbenannt. Größtenteils wurde der Film in der Londoner O2 Arena Anfang April 2013 gedreht. Es wurde berichtet, dass die Aufnahmen keinem Script folgten und sie so „natürlich“ wirken sollten. Harry Styles, ein Mitglied der Band, gab zu, dass ihm die Kameras überall Angst gemacht haben, aber die Band so die Möglichkeit habe, den Menschen zu zeigen, wie sie interagiere und wie sie sich nach oder vor einem Konzert entspanne. Niall Horan fügte hinzu, dass das Kamerateam zu allen Bereichen Zugang hatte.
Bereits im Trailer zum Film wurden sowohl Szenen von Fans geteilt, die über ihre Verbindung mit der Band redeten, als auch ein Kommentar von Simon Cowell, der ihr Mentor bei The X Factor war und auch Produzent dieses Films ist.

## Veröffentlichung
Die Weltpremiere war am 20. August 2013 am Leicester Square in London. Am 29. August 2013 wurde der Film in Großbritannien veröffentlicht. International wurde er am 30. August 2013 veröffentlicht, jedoch in einigen Ländern erst Mitte September.

### Box Office
This Is Us erreichte 28,9 Millionen US-Dollar in Nordamerika und 38,5 Millionen Dollar in anderen Ländern, weltweit insgesamt 68,5 Millionen Dollar. Der Reinverdienst betrug 18 Millionen Dollar. Laut Forbes führte der Film an seinem Eröffnungswochenende mit geschätzten 18 Millionen Dollar an den Kinokassen die Rangliste an. Der Hollywood Reporter schrieb, dass der Film in den ersten vier Tagen etwa 20 Millionen Dollar eingespielt habe. Der Film spielte weltweit mehr als das Sechsfache seines Budgets ein.

### Kritiken
Auf Rotten Tomatoes wurden zum Film 63 % positive Reviews gezählt. Die Kritik auf der Website besagt, dass der Film den Fans „Spaß“ machen solle und genug Konzertmaterial enthalte, um einen relativ anspruchslosen Zuschauer zu unterhalten. Auf Metacritic erhielt der Film eine durchschnittliche Bewertung mit 49 von 100 Punkten. The Seattle Times gab ein Rating mit 2 von 4 Sternen ab, Roger Moore empfand, dass der Dokumentarfilm „sich nicht so sehr von den Dokumentationen von Justin Bieber oder den Konzertfilmen der Jonas Brothers und Miley Cyrus“ unterscheide, da er „steril“ „verpackt“ sei. One Direction ließen uns nicht vergessen, dass es „eine Welt für Teenager-Mädchen“ sei. Die New York Daily News gab eine durchschnittliche Bewertung mit 3 von 5 Sternen ab. Jim Ferber hob hervor, dass die Band sich „zu ihren Gunsten“ dazu entschieden hätten, mehr als die Hälfte des Films den Szenen hinter den Kulissen zu widmen und einfach mal zu reden, „im Gegensatz zu Justin Bieber, dessen 3D-Film nicht über die Bühne hinausreiche.“ Stephanie Merry, die Film-Kritikerin der Washington Post, betonte, dass die Mütter der One-Direction-Mitglieder dem ganzen Emotionen gäben, da Szenen gezeigt wurden, in denen die Jungs während einer Tournee-Pause zu sehen seien. Zum größten Teil umfasse der Film aber harmlosen Spaß, der für alle Zuschauer gut anzusehen sei, egal ob One-Direction-Fan oder nicht. Weiter führt sie aus: „Einige der Jungs haben wegen ihrer wilden Art Schlagzeilen gemacht, einschließlich ihres betrunkenen Verhaltens, aber dafür gibt es hier keinen Hinweis … Vielleicht birgt das Zeigen dieser Details das Risiko, die Fans vor den Kopf stoßen. Wenn die Jungs „I’m in love with you“ singen, ist das „you“ für jeden Zuhörer mit glänzenden Augen bestimmt. Aber das Fehlen bestimmter Wahrheiten lässt den Film eher wie Marketingmaterial für Superhelden wirken als wie eine umfassende Dokumentation über die menschliche Dimension.“ The A.V. Club gab dem Film ein B−, eine 2- nach deutschem Schulnotensystem. A. A. Dowd erläuterte seine Bewertung folgendermaßen: „Für den Großteil spielt sich This is Us wie eine Ehrenrunde für seine jugendlichen Stars ab, fünf beste Freunde, die sich überraschend bewusst sind, dass ihr Reichtum und Ruhm nicht ewig anhalten wird. Verblendet ist lediglich ihre Vorstellung, dass die Band keinen Erfolg haben sollte, falls eines der größtenteils austauschbaren Mitglieder abspringen sollte. Wer denken die Kinder, wer sie sind, die Beatles?“ Bill Zwecker von der Chicago Sun-Times meinte: „Mein Hauptproblem bei One Direction: This Is Us ist die Verwendung ablenkender 3-D-Effekte, die sich erzwungen anfühlen. Allerdings ist der Film ein gelungener Zeuge des großen Charmes, den alle fünf Mitglieder von One Direction besitzen. Ich liebte es, sie als die Kinder zu sehen, die sie immer noch sind, mit ihrer Bühnencrew und ihren Leibwächtern …“ Eine negativere Rezension kam von der New York Times, Miriam Bale bemängelte: „Bei einer Gruppe, die sich offensichtlich so gut mit den Bildern der Rockgeschichte auskennt, ist es eine Schande, dass kein Filmemacher engagiert wurde, der eine Hommage an Popfilme kreierte, anstatt einen zufriedenstellenden Werbefilm zu produzieren. Im Abspann, in denen sich Szenen im Richard-Lester-Stil befinden, in denen sich die Jungs Streiche spielten, während sie verkleidet waren, sehen wir, wie dieser Film erfolgreicher hätte sein können: als offensichtliche Fiktion mit diesen ansprechenden Persönlichkeiten statt als zahme und irgendwie falsche Dokumentation“.

### Extended Version
Im September 2013 veröffentlichte Sony eine „Extended Version“ des Films, die 20 zusätzliche Minuten mit vier neuen Songs und Szenen, die die Band auf Tour sowie ihre Heimatstädte zeigen.

### Blu-Ray und DVD
Der Film wurde am 17. Dezember 2013 auf DVD und Blu-Ray in Nordamerika und am 19. Dezember 2013 in Großbritannien veröffentlicht. Das Format umfasst zuvor nicht gezeigtes Filmmaterial aus der „Ultimate Fan Edition“ und mehrere exklusive Interviews. Die DVD erreichte Platz eins der offiziellen Videocharts in Großbritannien und verkaufte sich innerhalb der ersten drei Tage nach Veröffentlichung 270.000 Mal. Infolgedessen übertraf sie den britischen Rekord von Michael Jacksons This Is It aus dem Jahr 2010 um 10.000 Exemplare.

### Platzierungen
| Chart (2013/2014)    | Platzierungen |
| -------------------- | ------------- |
| Australian Music DVD | 2             |
| Hungarian Albums     | 10            |
| UK Music Videos      | 1             |
| Irish Albums         | 1             |

### Auszeichnungen
| Region | Zertifikat | Verkäufe |
| ------ | ---------- | -------- |
| Irland | 7× Platin  | 105,000  |
| UK     | 10× Platin | 500,000  |

### Sequel
Das Sequel One Direction: Where We Are – The Concert Film wurde am 21. Juli 2014 angekündigt. Es wurde weltweit mit einem begrenzten Engagement vom 11. bis 12. Oktober 2014 in Kinos uraufgeführt. Die Fortsetzung wurde vom 28. bis 29. Juni 2014 im Stadio San Siro in Mailand, Italien, während der Where We Are Tour der Band gedreht. Der Film wurde im Dezember 2014 als Homevideoversion veröffentlicht.